# 未成年〜未熟な俺たちは不器用に進行中〜
『未成年〜未熟な俺たちは不器用に進行中〜』（みせいねん みじゅくなおれたちはぶきようにしんこうちゅう、韓国語: 미성년）は、ヒヌンによる韓国の漫画作品。ウェブサイト「レジンコミックス」（レジンエンターテイメント）にて2020年8月30日から2022年4月26日まで連載された。日本では2020年11月20日から2022年6月10日まで連載された。
2024年11月より、読売テレビにてテレビドラマが放送された。

## あらすじ
勉強しか知らない模範生のジンヒョクは、クラスの雰囲気を悪くするイム・ヒチャンを中心としたグループが気に食わない。これからも彼らをずっと無視して過ごすと誓うジンヒョクだが、帰り道でヒチャンが父に殴られているのを目撃してしまう。全く相性が合わない2人だが、近づくことができるのだろうか？

## 登場人物
- ソ・ジンヒョク - 模範生。
- イム・ヒチャン - 問題児。

## テレビドラマ
2024年11月5日（4日深夜）から2025年1月7日（6日深夜）まで、読売テレビ「ドラマDiVE+」枠で放送された。主演は本島純政と上村謙信。

### キャスト

#### 主要人物
水無瀬仁
演 - 本島純政
高校二年生。優等生。
蛭川晴喜
演 - 上村謙信（ONE N' ONLY）
高校二年生。問題児。

#### 周辺人物
柴健人
演 - 今井悠貴
仁と同じ塾の友人。
根本ジョージ
演 - 宮地樹
仁の友人。
真島京平
演 - 堀家一希
晴喜の友人。
菅原大輔
演 - 関幸治
仁と晴喜の担任。
潮田晴華
演 - 西原亜希
晴喜の母。
蛭川正彦
演 - オクイシュージ
晴喜の父。
水無瀬沙貴
演 - 加藤貴子
仁の母。
雨沢義人 / 水無瀬義人
演 - 結城貴史
仁の父。映画監督。

### スタッフ
- 原作 - ヒヌン『未成年〜未熟な俺たちは不器用に進行中〜』（KidariStudio, Inc. & LEZHIN Ent.）[3]
- 監督 - 柴田啓佑、牧野将[3]
- 脚本 - 森野マッシュ、松下沙彩[3]
- 音楽 - 遠藤浩二
- オープニング主題歌 - ONE N' ONLY「SAVIOR」（SDP）[5]
- エンディング主題歌 - ココラシカ「花瓶」[5]
- チーフプロデューサー - 内部健太郎、福田浩之
- プロデューサー ｰ 村上歩、吉田卓麻、上門直人、堀尾星矢
- 制作プロダクション - ユナイテッドプロダクションズ[3]
- 製作 - 「未成年」製作委員会、読売テレビ、エイベックス・ピクチャーズ、KidariStudio, Inc.[3]

### 放送日程
| 話数   | 放送日         | サブタイトル                   | 脚本         | 監督     |
| ------ | -------------- | ------------------------------ | ------------ | -------- |
| 第1話  | 2024年11月05日 | 秘密の共有                     | 森野マッシュ | 柴田啓佑 |
| 第2話  | 11月12日       | 交わり始める二人の世界         | 森野マッシュ | 柴田啓佑 |
| 第3話  | 11月19日       | キスに意味なんてなかった       | 松下沙彩     | 牧野将   |
| 第4話  | 11月26日       | 宿泊学習での密会               | 松下沙彩     | 牧野将   |
| 第5話  | 12月03日       | 蛭川の目に映る世界             | 森野マッシュ | 柴田啓佑 |
| 第6話  | 12月10日       | 互いの海は混ざり合うはずだった | 森野マッシュ | 柴田啓佑 |
| 第7話  | 12月17日       | 二人を遠ざける波               | 松下沙彩     | 柴田啓佑 |
| 第8話  | 12月24日       | 別れる決意                     | 松下沙彩     | 柴田啓佑 |
| 第9話  | 12月31日       | 再会                           | 松下沙彩     | 柴田啓佑 |
| 最終話 | 2025年01月07日 | 繋がる二人の海                 | 森野マッシュ | 柴田啓佑 |

| 読売テレビ ドラマDiVE+                  | 読売テレビ ドラマDiVE+                                                   | 読売テレビ ドラマDiVE+                                 |
| 前番組                                  | 番組名                                                                   | 次番組                                                 |
| --------------------------------------- | ------------------------------------------------------------------------ | ------------------------------------------------------ |
| （枠設置前につき無し）                  | 未成年 〜未熟な俺たちは不器用に進行中〜 （2024年11月5日 - 2025年1月7日） | キスでふさいで、バレないで。 （2025年2月4日 - 4月8日） |
| 読売テレビ 火曜 1:35 - 2:05（月曜深夜） |                                                                          |                                                        |
| 月曜ナイトパーク                        | 未成年 〜未熟な俺たちは不器用に進行中〜 【ここからは「ドラマDiVE+」枠】  | キスでふさいで、バレないで。                           |